# Isabella Hofmann
Isabella Hofmann (Chicago, 11 dicembre 1958) è un'attrice statunitense.

## Carriera
Isabella Hofmann ha frequentato il Columbia College Chicago, e si è esibita con la troupe The Second City prima di esordire in televisione nel 1986. Tra i suoi crediti figurano i ruoli di Meredith Cavanaugh in JAG - Avvocati in divisa, Kate McCarron nella sitcom Caro John, Megan Russert in Homicide e Cecile Malone in Beggars and Choosers. Ha interpretato Annie nel film del 1990 Tripwire e Marie nella pellicola del 1994 Mezzo professore tra i marines.
Hofmann è apparsa due volte nella settima stagione della serie Criminal Minds nei panni della prima ex-moglie di David Rossi, Carolyn Baker. Ha recitato in un episodio del 2010 di NCIS - Unità anticrimine (spinoff di JAG) a ricoprire il ruolo della cattiva Evelyn Wallace. Nel 2015, ha ottenuto la parte ricorrente di Clarissa Stein, moglie di Martin Stein (interpretato da Victor Garber) in tre episodi di The Flash, riprendendola l'anno successivo in due episodi di Legends of Tomorrow.

## Vita privata
Ha avuto una lunga relazione con l'attore Daniel Baldwin, suo collega in Homicide, da cui ha avuto un figlio di nome Atticus, nato il 13 luglio 1996.

## Filmografia parziale

### Televisione
- Homicide (Homicide: Life on the Street) serie TV (1994 - 1997) | 45 episodi
- Prove mortali (Dying to Belong), regia di William A. Graham - film TV (1997)
- Sons of Thunder – serie TV, episodio 1x02 (1999)
- Nora Roberts - La palude della morte (Midnight Bayou), regia di Ralph Hemecker – film TV (2009)
- NCIS - Unità anticrimine (NCIS) – serie TV, episodio 7x20 (2010)
- Ragazze di zucchero (Sugar Daddies), regia di Doug Campbell – film TV (2014)
- Perception – serie TV, episodio 3x12 (2015)
- NCIS: Los Angeles – serie TV, episodio 13x04 (2022)

## Doppiatrici italiane
Nelle versioni in italiano delle opere in cui ha recitato, Isabella Hofmann è stata doppiata da:
- Isabella Pasanisi in  Homicide: Life on the Street
- Valeria Perilli in NCIS - Unità anticrimine, Criminal Minds
- Antonella Alessandro in Grey's Anatomy
- Mirta Pepe in Perception
- Antonella Giannini in Ragazze di zucchero
- Roberta Pellini in Legends of Tomorrow
- Emilia Costa in NCIS: Los Angeles